# Anoplodera porphyrophora
Anoplodera porphyrophora är en skalbaggsart som först beskrevs av Leon Fairmaire 1889.  Anoplodera porphyrophora ingår i släktet Anoplodera och familjen långhorningar. Inga underarter finns listade i Catalogue of Life.